# Каскессельга
Ка́скессельга (карел. Lamboi) — деревня в составе Ведлозерского сельского поселения Пряжинского национального района Республики Карелия.

## Общие сведения
Расположена вблизи озера Миккильское.

## Население
| 2002 | 2009 | 2010 | 2013 |
| ---- | ---- | ---- | ---- |
| 47   | ↘46  | ↘44  | ↘42  |